# Zu treuen Händen
Zu treuen Händen ist ein deutscher Fernsehfilm von Konrad Sabrautzky aus dem Jahre 1995.

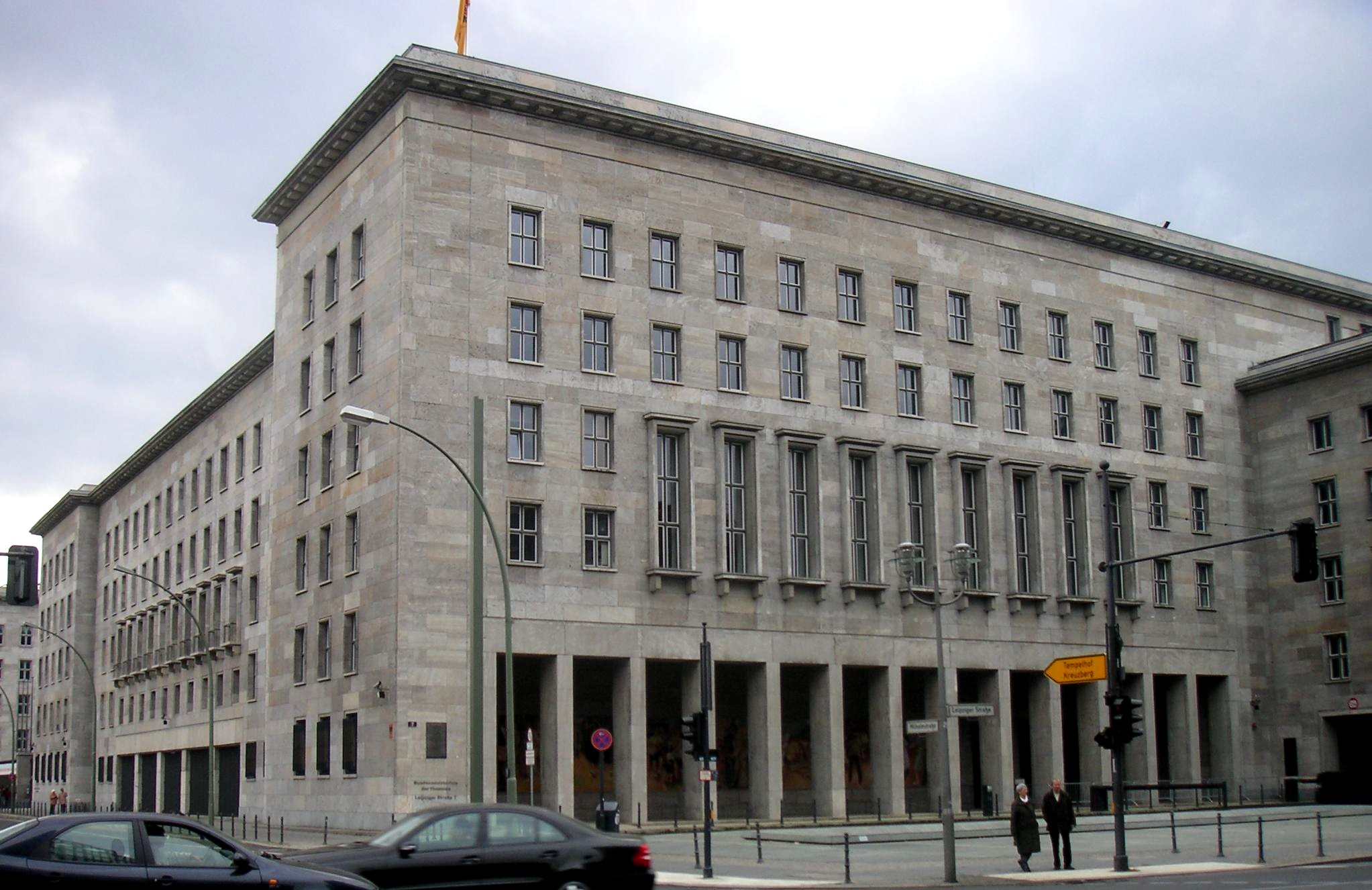
Ehemalige THA-Zentrale. Detlev-Rohwedder-Haus

## Handlung
In dem satirischen Film geht es um die Abwicklung eines Nähmaschinenkombinates durch die Treuhandanstalt (THA) in der Stadt Altenburg in Thüringen. Das Unternehmen ist marode. Der (korrupte) zuständige Referent bei der THA will das Unternehmen schließen und das Grundstück dem westdeutschen Unternehmer Theo Krautinger für nur eine D-Mark überlassen. Der Betriebsleiter Blacher und sein Buchhalter Bienlein durchkreuzen diese Absicht, indem sie einen koreanischen Investor präsentieren. Bei diesem handelt es sich in Wirklichkeit um den vietnamesischen Aushilfsarbeiter Hua …
Der Film wurde teilweise in den Räumen der THA gedreht.

## Hintergrund
Der von der Westdeutsche Universum-Film GmbH produzierte Film wurde am 21. April 1995 auf Arte erstausgestrahlt.

## Rezeption
Die Berliner Zeitung bezeichnete den Film als Realsatire.

## Auszeichnungen
- Adolf-Grimme-Preis 1996
- Ernst-Schneider-Preis 1996